# الحثحث (السوم)

تعديل مصدري - تعديل

الحثحث هي إحدى قرى عزلة السوم بمديرية السوم التابعة لمحافظة حضرموت، بلغ تعداد سكانها 415 نسمة حسب تعداد اليمن لعام 2004.